# Жилет Стейдиъм
„Жилет Стейдиъм“ (на английски: Gillette Stadium) e мултифункционален стадион във Фоксбъро, Масачузетс, САЩ. На него домакинските си мачове играе отборът по американски футбол на „Ню Инглънд Пейтриътс“, футболният отбор „Ню Ингланд Революшън“ и отборът по лакрос „Бостън Кенънс“. Първата копка е направена през 2000 година и е официално открит през 2012, като цената му е 325 милиона щ.д. Капацитетът му е 64 628 души. Намира се на 35 километра от Бостън и на 29 километра от Провидънс, Роуд Айлънд.
Първоначалното име на стадиона е CMGI Field, след което правата за името са закупени от „Жилет“ след спукването на Дот-ком балона. Правата за името на стадиона са сключени до 2031 година.
Това е един от стадионите, на който ще се играят мачове от Световното първенство по футбол през 2026.
Освен футболни мачове стадионът приема събития по колежански спорт, както и множество концерти.